# ネイサン・ベラ
ネイサン・ベラ（Nathan Vella、1990年2月10日 - ）は、スーパーラグビーハイランダーズ所属のラグビーユニオン選手。

## プロフィール
- ニュージーランド・ヘンダーソン出身。
- ポジションはフッカー(HO)。
- 身長 183cm、体重 106kg

## 略歴
オークランドグラマー高校卒業後、オークランド、ロンドン・アイリッシュ、ベイ・オブ・プレンティー、カンタベリー、ハリケーンズを経て、2018年、コカ・コーラレッドスパークスに加入。同年12月1日に行われたジャパンラグビートップリーグ総合順位決定トーナメント1回戦のNECグリーンロケッツ戦にて途中出場で日本での公式戦初出場を果たす。
2019年2月、サンウルブズに追加召集された。翌2020年、ハイランダーズに加入。